# Károly Molnár
Károly Molnár (ur. 22 lipca 1953 w Fábiánháza) – węgierski judoka. Dwukrotny olimpijczyk. Zajął dziewiętnaste miejsce w Montrealu 1976 i dwunaste w Moskwie 1980. Walczył w wadze półśredniej i lekkiej.
Piąty na mistrzostwach świata w 1975; uczestnik zawodów w 1979 i 1983. Startował w Pucharze Świata w 1991. Brązowy medalista mistrzostw Europy w 1978; piąty w 1980 i 1982 roku.

## Letnie Igrzyska Olimpijskie 1976
| Konkurencja | Eliminacje             | Klas. końcowa |
| Konkurencja | Przeciwnik I           | Miejsce       |
| ----------- | ---------------------- | ------------- |
| 70 kg       | Dietmar Hötger (GDR) P | 19.           |

## Letnie Igrzyska Olimpijskie 1980
| Konkurencja | Eliminacje            | Klas. końcowa |
| Konkurencja | Przeciwnik I          | Miejsce       |
| ----------- | --------------------- | ------------- |
| 71 kg       | Kim Byong-gun (PRK) P | 12.           |